# لطيفة بنت حمدان بن زايد آل نهيان
لطيفة بنت حمدان بن زايد آل نهيان (1919–1983)، ابنة الشيخ حمدان بن زايد آل نهيان حاكم أبو ظبي التاسع.

## حياتها
ولدت الشيخة لطيفة بنت حمدان في سنة 1919 في عهد حكم والدها الشيخ حمدان بن زايد بن خليفة آل نهيان، الذي حكم إمارة أبو ظبي بعد أخيه الشيخ طحنون بن زايد سنة 1912.
في سنة 1939 تزوج الشيخ راشد بن سعيد آل مكتوم ابن حاكم دبي آنذاك الشيخة لطيفة.

## أبناؤها
- الشيخة مريم (مواليد 1942)، زوجة أحمد بن علي آل ثاني، أمير دولة قطر الخامس.
- الشيخ مكتوم (مواليد 1943)، حاكم دبي (1990–2006)
- الشيخ حمدان (مواليد 1945)، وزير مالية دولة الإمارات العربية المتحدة (1971–2021).[1]
- الشيخ محمد (مواليد 1949)، حاكم دبي الحالي (2006–الآن)
- الشيخة حصة (مواليد 1950).
- الشيخ أحمد (مواليد 1956)، نائب رئيس الشرطة والأمن العام في إمارة دبي.
- الشيخة ميثاء (مواليد 1957).
- الشيخة فاطمة (مواليد 1959)، زوجة راشد بن خليفة بن سعيد آل مكتوم.
- الشيخة شيخة (مواليد 1960)، زوجة عبد العزيز بن سعود بن محمد آل سعود.

## وفاتها
توفيت الشيخة لطيفة في عام 1983.